# Греміу Нхагар
Греміу Дешпортіву Нхагар або просто Греміу (порт. Grémio Desportivo Nhagar) — професіональний кабовердійський футбольний клуб з острова Сантьягу.

## Історія
Футбольний клуб засновано в 2001 році. В сезоні 2013/14 років переміг в Чемпіонаті острова.

## Досягнення
- Чемпіонат острова Сантьягу (Північ):

2013/14